# セスト・ロンド駅
セスト・ロンド駅はミラノ地下鉄1号線の駅である

## 歴史
- 1986年9月28日 開業

## 駅構造
2面2線の相対式ホームである。